# Reginald Denny

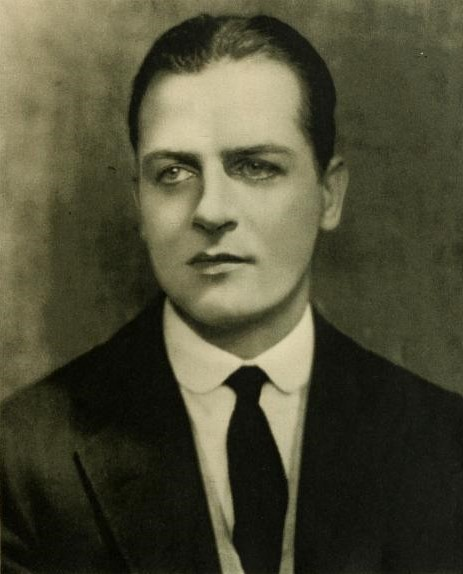
Reginald Denny (1924)

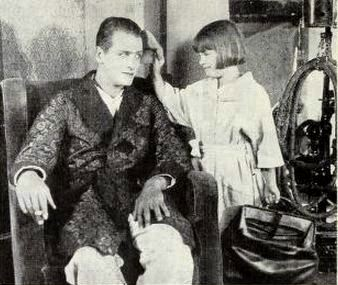
Reginald Denny mit seiner Tochter (1922)

Reginald Denny (* 20. November 1891 in Richmond, Surrey; † 16. Juni 1967 ebenda) war ein britischer Schauspieler und Ingenieur.

## Leben
Denny kam durch seine Eltern, die ebenfalls Schauspieler waren, schon früh zum Theater. Sein Vater W. H. Denny (1853–1915), ein Opernsänger und Schauspieler, war ein Mitglied der Gilbert and Sullivan Opera Company. Reginald Denny hatte mit sechs Jahren seinen ersten Bühnenauftritt. Er besuchte das St. Francis Xavier College in Mayfield und stand kurz vor der Aufnahme an der Oxford University, entschied sich dann aber für eine Laufbahn als Schauspieler. Anfangs wirkte er auch in Operetten mit, eine frühe Bühnenrolle war Graf Danilo in Die lustige Witwe. 1915 trat er in New York am Broadway auf. Für dieses Jahr sind auch erste Filmauftritte von Denny belegt. 
Nach seinem Einsatz als Pilot im Ersten Weltkrieg zog er um 1920 zur Filmindustrie nach Hollywood. Seine Karriere beim Film fand ausschließlich in den USA statt, wo er zunächst Hauptrollen im Stummfilmkino spielen konnte. In einigen Salonkomödien der Roaring Twenties gab er den eleganten Mann von Welt. Nach Beginn der Tonfilmzeit spielte Denny in großen Produktionen zumeist nur noch Nebenrollen, oft war er als meist gutmütiger Freund oder Berater der Hauptfigur zu sehen; so zum Beispiel an der Seite von Leslie Howard in Of Human Bondage (1934) und Romeo und Julia (1936, als Benvolio) sowie neben Laurence Olivier in Alfred Hitchcocks Filmklassiker Rebecca (1940). In einer Reihe von Kriminalfilmen verkörperte er Ende der 1930er-Jahre den Charakter Algy Longworth, Freund der Hauptfigur, dem Detektiv Bulldog Drummond.
1934 gründete der nach seinem Piloteneinsatz im Ersten Weltkrieg weiterhin flugbegeisterte Denny mit Reginald Denny Industries eine Firma für Modellflugzeuge, die er in einem Geschäft am Hollywood Boulevard verkaufte. Mit Beginn des Zweiten Weltkriegs verlegte sich Dennys Firma auf Kriegstechnik. So entwickelte er für die britische Armee eine ferngesteuerte Zieldarstellungsdrohne, von der im Laufe des Krieges rund 15.000 Stück produziert wurden. 1944 war die noch völlig unbekannte Marilyn Monroe als Arbeiterin in Dennys Fabrik angestellt. 1952 verkaufte er seine Firma an die Northrop Corporation.
Trotz seiner zeitweiligen Firmeninhaberschaft blieb Denny als Filmschauspieler aktiv und spielte auch während der Kriegszeit an der Seite diverser großer Hollywood-Stars. In den 1950er Jahren war er vermehrt beim Fernsehen tätig und trat kaum noch in Kinofilmen auf. Zwischen 1957 und 1959 spielte er am Broadway die Rolle des Colonel Pickering in der Originalproduktion von My Fair Lady. 1965 gab er an der Seite von Jane Fonda den wohlhabenden, aber zwielichtigen Investor Sir Harry im Western Cat Ballou – Hängen sollst du in Wyoming. Sein letzter Film Batman hält die Welt in Atem erschien ein Jahr vor seinem Tod.
Reginald Denny starb im Alter von 75 Jahren, als er während eines Besuchs bei seiner Schwester in England einen Schlaganfall erlitt. Von 1913 bis 1927 war er mit der Schauspielerin Irene Haisman (1897–1950) verheiratet. Sie hatten eine Tochter. In zweiter Ehe war er ab 1958 mit der Schauspielerin Betsy Lee (1907–1996) verheiratet, mit der Denny drei Kinder hatte. Ein Stern auf dem Hollywood Walk of Fame ist ihm gewidmet.

## Filmografie (Auswahl)
- 1915: Niobe
- 1920: A Dark Lantern
- 1922: Sherlock Holmes
- 1924: Seine Frau – meine Frau (The Fast Worker)
- 1926: Kaufhaus Pleite (Take It from Me)
- 1926: Charleston ist Trumpf (Skinner’s Dress Suit)
- 1926: Der keusche Josef (What Happened to Jones)
- 1926: Alles Schwindel (The Cheerful Fraud)
- 1927: Der Benzinteufel (Fast and Furious)
- 1929: One Hysterical Night
- 1930: Madam Satan
- 1930: Jenny Lind (A Lady’s Moran)
- 1931: Kiki
- 1933: Liebeslied der Wüste (The Barbarian)
- 1933: Eine Frau vergisst nicht (Only Yesterday)
- 1934: Das Leben geht weiter (The World Moves On)
- 1934: Die letzte Patrouille (The Lost Patrol)
- 1934: Of Human Bondage
- 1934: The Richest Girl in the World
- 1934: The Little Minister
- 1935: No More Ladies
- 1935: Anna Karenina
- 1935: Fräulein Wirbelwind (Vagabond Lady)
- 1935: Was geschah gestern? (Remember Last Night?)
- 1935: Luxusmädel (Lottery Lover)
- 1936: Romeo und Julia (Romeo and Juliet)
- 1937: Bulldog Drummond: Mord im Nebel (Bulldog Drummond Escapes)
- 1937: Der große Gambini (The Great Gambini)
- 1937: Bulldog Drummond: Die Rache der schwarzen Witwe (Bulldog Drummond Comes Back)
- 1937: Let’s Get Married
- 1938: Bulldog Drummond: Der explosive Koffer (Bulldog Drummond’s Revenge)
- 1938: Bulldog Drummond: Der künstliche Diamant (Bulldog Drummond’s Peril)
- 1938: Vier Mann – ein Schwur (Four Men and a Prayer)
- 1938: Bulldog Drummond: Abenteuer in Afrika (Bulldog Drummond in Africa)
- 1939: Bulldog Drummond: Das Geheimnis der Strahlenkanone (Arrest Bulldog Drummond)
- 1939: Bulldog Drummond: Der verborgene Schatz (Bulldog Drummond’s Secret Police)
- 1939: Bulldog Drummond: Hochzeit mit Knall auf Fall (Bulldog Drummond’s Bride)
- 1940: Rebecca
- 1940: Das Haus der sieben Sünden (Seven Sinners)
- 1940: Spring Parade
- 1941: Sprechstunde für Liebe (Appointment for Love)
- 1942: Die Stimme des Terrors (Sherlock Holmes and the Voice of Terror)
- 1942: Helden der Lüfte (Captains of the Clouds)
- 1942: Die Spur im Dunkel (Eyes in the Nights)
- 1942: Thunder Birds
- 1944: Song of the Open Road
- 1945: Liebesbriefe (Love Letters)
- 1946: Das Doppelleben des Herrn Mitty (The Secret Life of Walter Mitty)
- 1946: The Locket
- 1947: Detektiv mit kleinen Fehlern (My favorite Brunette)
- 1947: Die Affäre Macomber (The Macomber Affair)
- 1948: Nur meiner Frau zuliebe (Mr. Blandings Builds His Dreamhouse)
- 1950: Auf Winnetous Spuren (The Iroquois Trail)
- 1953: Abbott und Costello gegen Dr. Jekyll und Mr. Hyde (Abbott and Costello Meet Dr. Jekyll and Mr. Hyde)
- 1953: Fort der Rache (Fort Vengeance)
- 1954: Menschenraub in Singapur (World for Ransom)
- 1955: Flucht nach Burma (Escape to Burma)
- 1956: In 80 Tagen um die Welt (Around the World in Eighty Days)
- 1965: Cat Ballou – Hängen sollst du in Wyoming (Cat Ballou)
- 1966: Überfall auf die Queen Mary (Assault on a Queen)
- 1966: Batman hält die Welt in Atem (Batman)